# FC Lugano
Football Club Lugano er en Schweizisk fodboldklub fra Lugano der spiller i Challenge League. Klubben blev grundlagt i 1908 og har hjemmebane på Coraredo Stadion, der har plads til 15.000 tilskuere.